# Baryš (città)
Baryš (in russo Бары́ш?) è una città di circa 17.000 abitanti dell'Oblast' di Ul'janovsk, nella Russia europea meridionale. È il capoluogo del rajon Baryšskij.